# Історія медицини
Історія медицини — наука яка вивчає науковий, суспільній та технологічний розвиток медицини від первісної людини до сучасності.
Історія медицини охоплює широкий спектр дисциплін, включаючи зокрема анатомію, фармакологію, хірургію та охорону здоров'я,. Розуміння історії медицини має вирішальне значення для оцінки значного прогресу, досягнутого в медичних знаннях і практиці. Крім того, важливо визнати роль, яку культурні та соціальні фактори відігравали у формуванні медичної практики та вірувань протягом століть. Вивчення історії медицини дає цінну інформацію про виклики, з якими стикалися лікарі протягом історії, і рішення, які вони знайшли для їх подолання.
Історія медицини показує, як суспільство змінювало свій підхід до хвороб і недуг починаючи з античних часів і до сучасності. Ранні медичні традиції включають традиції цивілізацій Вавилону, Китаю, Єгипту та Індії. Сушрута з Індії представив концепції медичного діагнозу і прогнозу. Клятва Гіппократа була написана в Стародавній Греції в V столітті до н. е. і є основою офіційної клятви, яку лікарі приносять при вступі в професію сьогодні. Університети почали систематичну підготовку лікарів приблизно з 1220 року н.е. в Італії.

## Доісторична медицина
Доісторична медицина — це ті зачатки медицини, способи лікування різноманітних хвороб, які існували у первісних людей. Вивчення відомостей про здоров'я первісної людини пов'язане із значними труднощами. Основні відомості дозволяють отримати такі науки як археологія та антропологія, порівняльна філологія та вивчення життя сучасних дикунів.

## Антична медицина
Антична медицина стосується медичної практики різних цивілізацій до Середньовіччя. Історія античної медицини вивчає різноманітний спектр практик, від ранніх трав’яних засобів до більш складних хірургічних методів. Практичні лікарі давнини вважали, що хвороби спричинені природними або надприродними силами, а їхні ліки часто включали елементи магії та релігійного ритуалу.

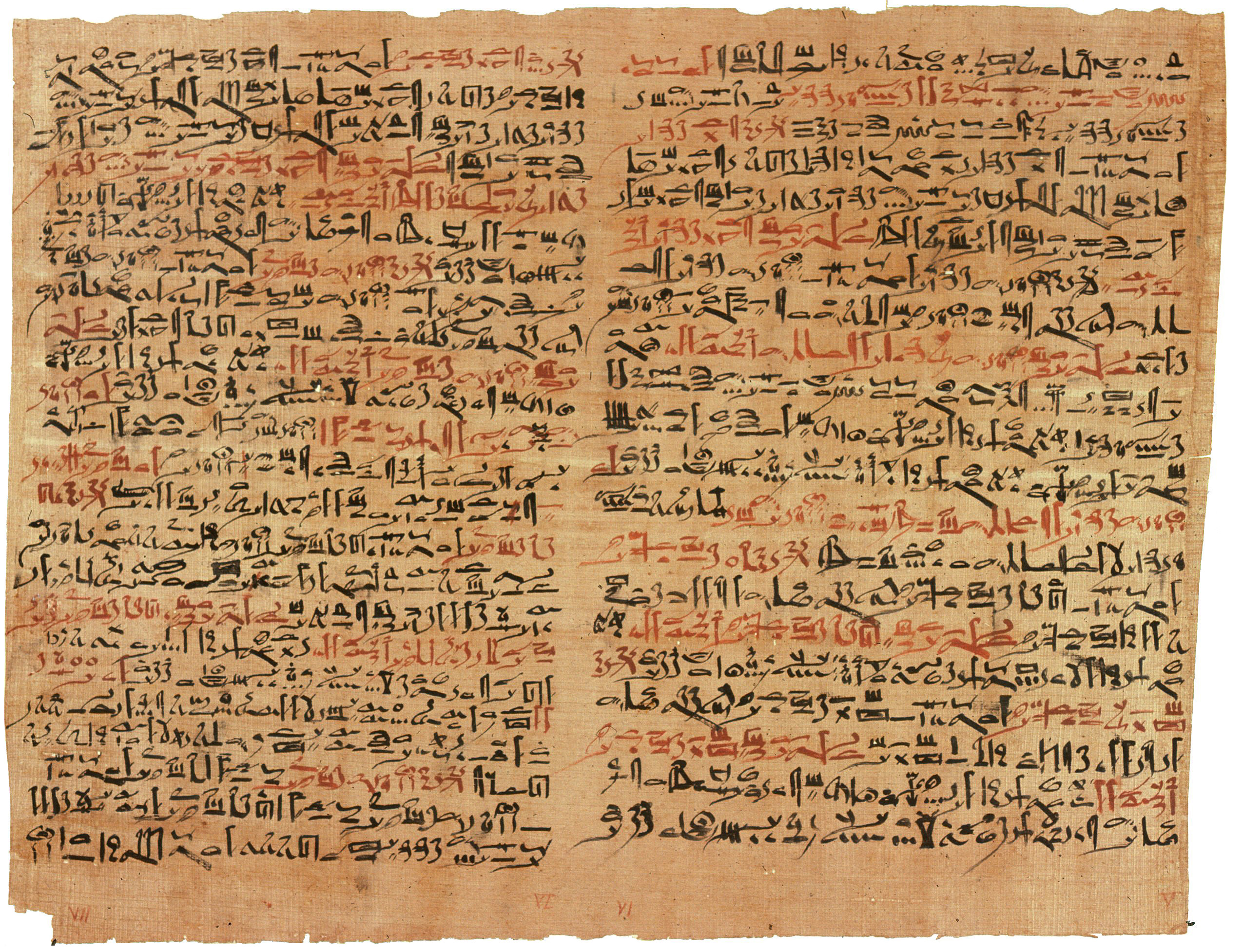
Папірус Едвіна Сміта, найстаріший у світі хірургічний документ, що зберігся

### Стародавній Єгипет
У Стародавньому Єгипті медициною займалися жерці, які використовували магічні заклинання, амулети та лікарські рослини для лікування різноманітних хвороб. Вони вірили, що хвороби викликані природними або надприродними силами, і тому їхня медична практика була тісно переплетена з релігійними ритуалами та магією.
Для виготовлення ліків єгиптяни використовували різноманітні лікарські рослини, такі як алое вера, ладан і мирра, а також продукти тваринного походження, такі як мед та молоко. Вони також розробили хірургічні методи, включаючи трепанацію черепа, вправляння кісток і виконання ампутацій.
Одним із найважливіших медичних текстів стародавнього Єгипту є папірус Еберса, який датується приблизно 1550 роком до нашої ери. Цей папірус містить інформацію про понад 800 лікарських рослин і докладно описує лікування різноманітних станів, включаючи закрепи, геморой та захворювання очей. Папірус Едвіна Сміта, датований приблизно 1600 роком до нашої ери, є ще одним важливим медичним текстом, який містить інформацію про хірургічні методи, включаючи лікування переломів і травм голови та хребта. Текст папіруса написаний ієратичним письмом і описує анатомічні спостереження та обстеження, діагностику, лікування та прогноз 48 типів медичних проблем у вишуканих деталях, описує використання шин і пов’язок для знерухомлення пошкоджених кінцівок, зашивання ран швами, запобігання та лікування інфекції медом і запліснявілим хлібом, зупинку кровотечі, іммобілізацію ушкоджень голови та спинного мозку.
Єгипетська медицина також включала магічні заклинання та заклинання для лікування хвороб. Ці заклинання часто писали на амулетах і носили на собі пацієнти, які вірили, що магія вилікує їхню хворобу. Крім того, для лікування хвороб часто використовували храмові церемонії та релігійні жертви.
Незважаючи на свою залежність від магії та релігії, давньоєгипетська медицина зробила значний внесок у медицину. Їх передові знання з анатомії та використання лікарських рослин і хірургічних методів мали вплив у всьому стародавньому світі та за його межами.

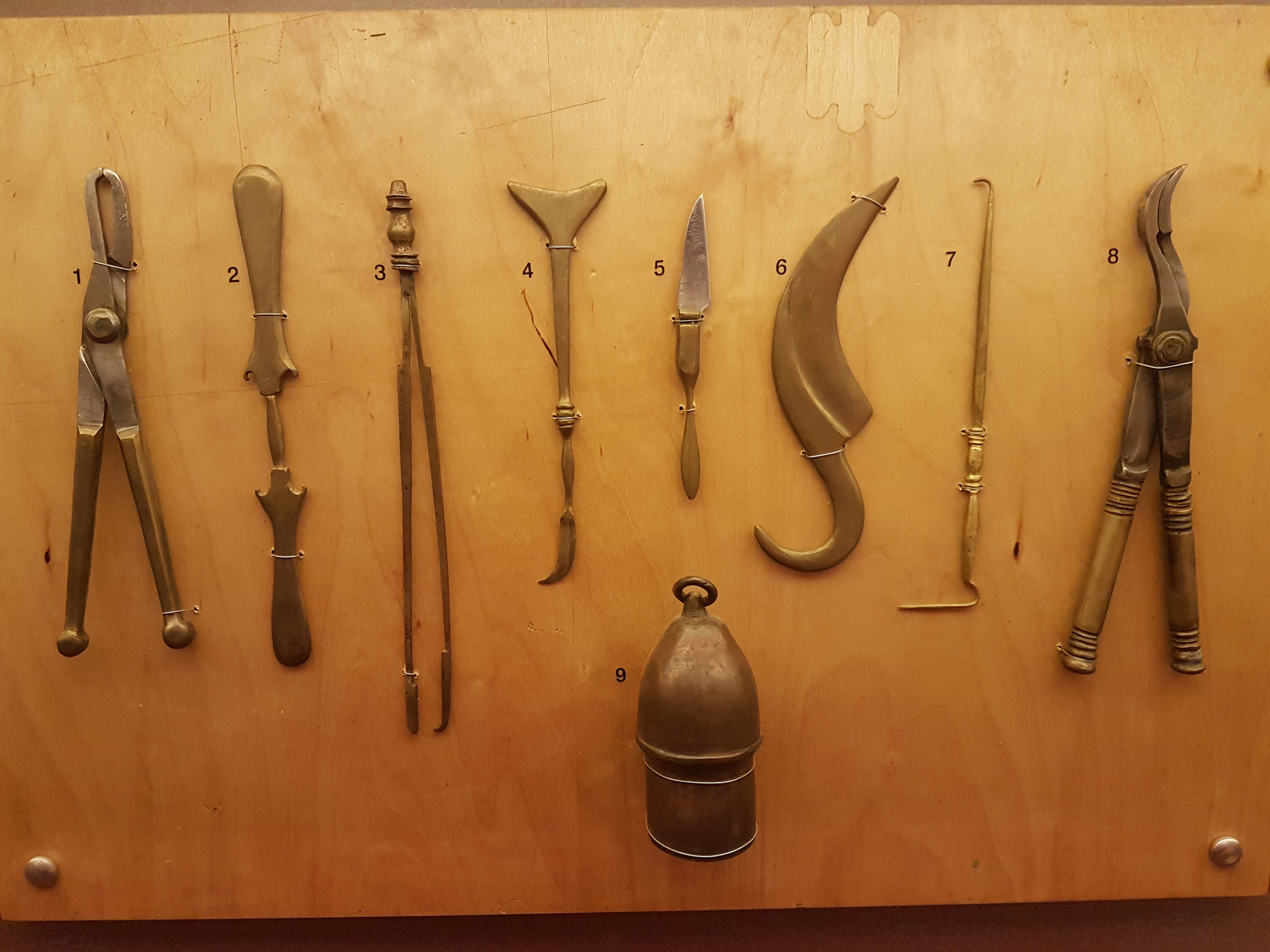
Хірургічні інструменти в Стародавній Греції, 5 століття до н.е. Реконструкція на основі описів у Корпусі Гіппократа. Технічний музей, Салоніки

### Стародавня Греція
Стародавня Греція відома своїм значним внеском у розвиток західної медицини. Грецького лікаря Гіппократа часто називають батьком сучасної медицини за те, що він приділяв увагу спостереженню, діагностиці та лікуванню хвороб.

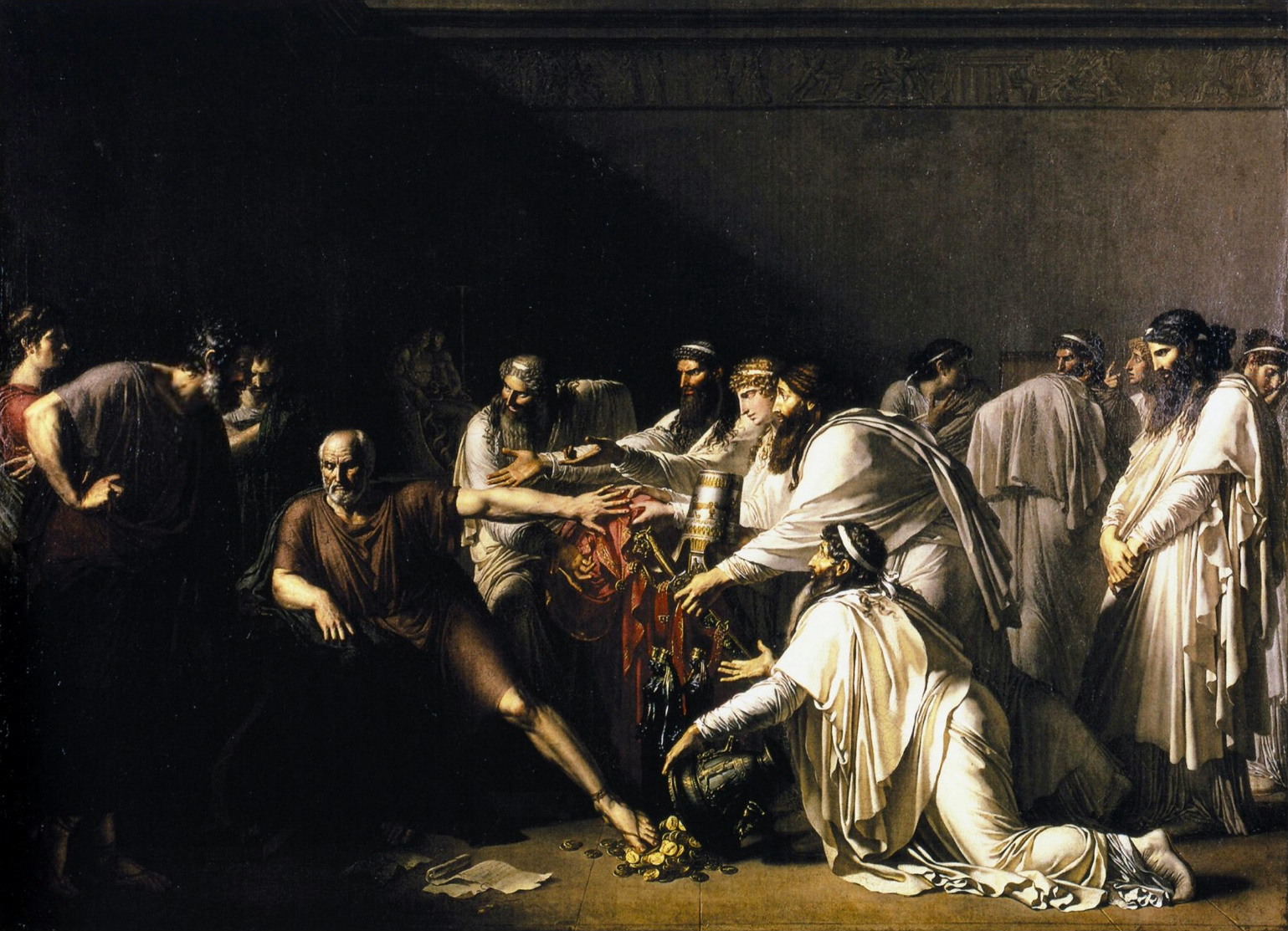
Відмова Гіппократа від подарунків ворожого перського імператора Артаксеркса, який просив його консультацію. (Жироде, 1792 р.)

Гіппократ вважав, що хвороби мають природні причини, і наголошував на потребі визначення причини захворювання, завдяки цілісному спостереженню за симптомами та способом життя пацієнта. Він також наголосив на важливості здорового харчування та фізичних вправ для підтримки здоров’я. Гіппократ і його послідовники записали свої медичні знання в Корпус Гіппократа, збірку текстів, яка містила трактати з медичної етики, теорії медицини, патології, дієтології, терапії, хірургії, акушерства та гінекології, педіатрії, очних хвороб, та, серед іншого, стала основою сучасної медичної етики. Його трактати з хірургії значно вплинули на розвиток хірургії та ортопедії, а деякі принципи, викладені в трактатах Гіппократа «Про переломи» та «Про суглоби», використовуються і в наш час.
На грецьку медицину вплинула робота попередніх цивілізацій, таких як Єгипет і Месопотамія, але вона також досягла значного прогресу в медичних знаннях. Грецькі лікарі, такі як Гален, зробили важливий внесок у галузі анатомії та фізіології. Гален спирався на вчення Гіппократа та розробив нові хірургічні методи, включаючи процедури видалення каменів із сечового міхура та виконання трахеотомії. Він також багато писав з анатомії та фізіології, описуючи функції серця, легенів і кровоносної системи. Творчість Галена залишалася впливовою протягом Середньовіччя та епохи Відродження.

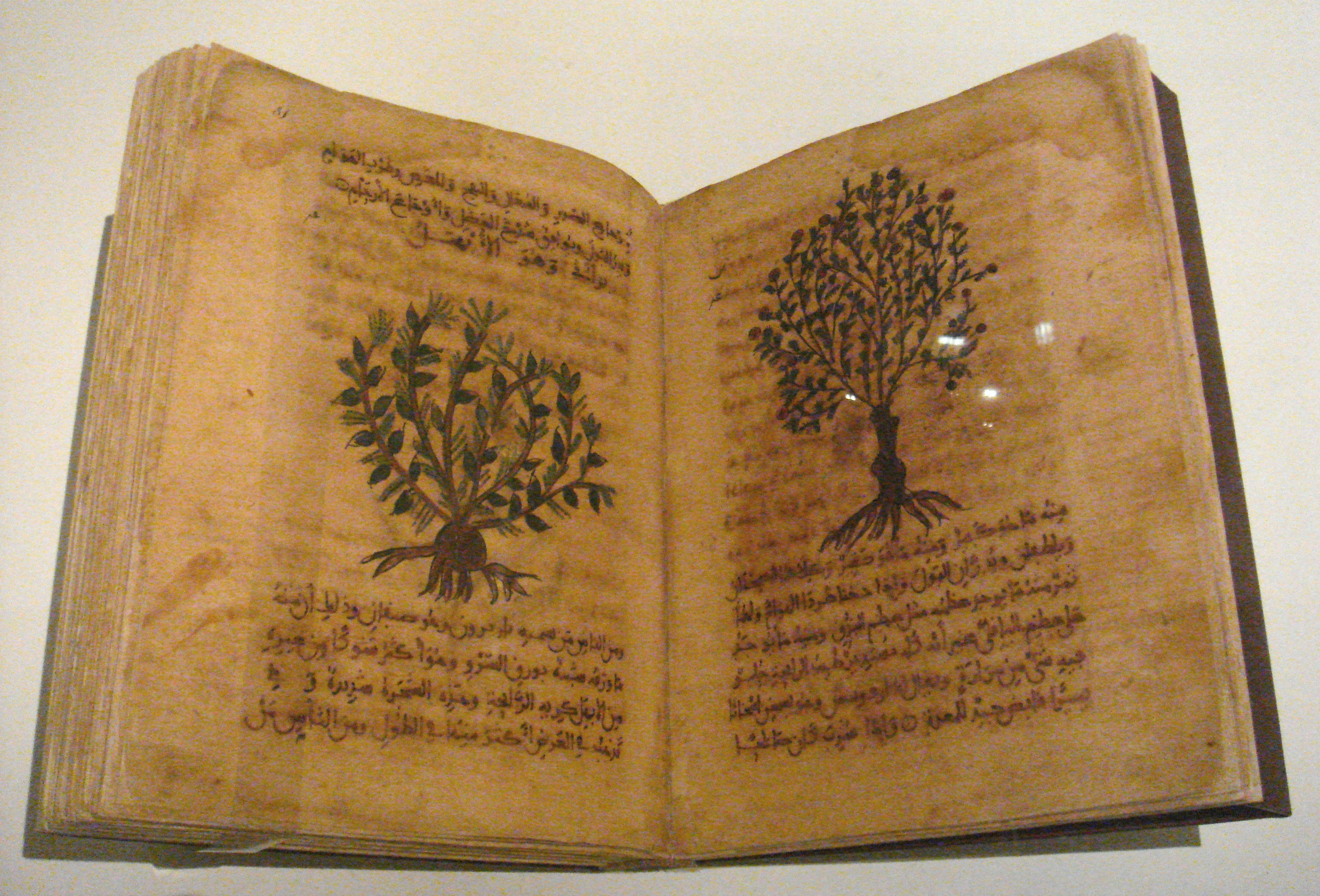
«De Materia Medica» Діоскорида, видання арабською, 12-13 ст.

Грецька медицина також використовувала лікарські рослини та трави для лікування різноманітних хвороб. Грецький лікар, який також працював у римській армії, Діоскорид між 50 та 70 роками нашої ери написав 5-томну збіку книг під назвою «De Materia Medica», в якій детально описано понад 600 рослин та їхні лікувальні властивості, разом з деякими тваринними і мінеральними речовинами, а також близько 1000 ліків, виготовлених з них. «De Materia Medica» була перекладена на багато мов й широко використовувалась в медицині всього світу наступні 1700 років, що зробило її однією з найдовше вживаніших книжок з природознавства та фармакології.
Загалом давньогрецька медицина заклала основу сучасної медичної практики та наголошувала на важливості спостереження, діагностики та лікування. Їхні досягнення в анатомії, фізіології та хірургії мали вплив на весь стародавній світ і продовжують інформувати сучасну медичну практику.

### Стародавній Рим
Римська імперія зробила значний внесок у сферу медицини, спираючись на роботу попередніх цивілізацій, таких як Греція та Єгипет. Одним із найвидатніших лікарів Римської імперії був Гален, який вивчав медицину в Греції, а потім працював і викладав у Римі.
Праця Галена була зосереджена на анатомії, фізіології та фармакології. Він наголошував на важливості обстеження пацієнтів та розуміння їхніх індивідуальних симптомів для встановлення діагнозу. Він також вважав, що хвороби мають природні причини і що тіло може самозцілитися за відповідних умов (див. Натуропатія). Гален зробив значний внесок у галузь фармакології, експериментуючи з новими ліками та розуміючи властивості різних рослин і трав. Він багато писав про використання ліків у медицині та про важливість дозування та застосування.
Також відомими були давньогрецькі лікарі Соран, Руф, Орібазій, які працювали в Римській імперії.
Римська медицина також досягла прогресу в хірургії, особливо в лікуванні ран і переломів. Римські хірурги використовували різні хірургічні інструменти, включаючи скальпелі, щипці та ретрактори, і володіли такими техніками, як накладання швів і припікання. Окрім прогресу в медицині, римляни також надавали пріоритет громадському здоров’ю та санітарії. Вони побудували громадські лазні та акведуки, які забезпечували доступ до чистої води, а також заснували державні лікарні для догляду за хворими та пораненими.
Загалом Римська імперія зробила значний внесок у галузь медицини, зокрема в галузі анатомії, фармакології та хірургії. Їх акцент на охороні здоров'я та санітарії також був впливовим і залишається важливою частиною сучасної медичної практики.

### Стародавній Китай
Практика традиційної китайської медицини (ТКМ) налічує понад 2000 років і залишається важливою частиною медичної практики в Китаї та інших частинах світу. ТКМ базується на ідеї, що тіло є складною системою взаємопов’язаних частин і що хвороба спричинена дисбалансом цих частин. У Стародавньому Китаї практикуючі лікарі розробили складну систему діагностики та лікування, засновану на принципах Інь та Ян і п'яти елементів (у-сін).
Одним із найважливіших понять у ТКМ є ці (вимовляється як 'чі'), що відноситься до життєвої енергії, що протікає через тіло. Практикуючі ТКМ вважають, що хвороби та захворювання порушують потік ці, і що відновлення цього балансу має важливе значення для міцного здоров’я.
TCM використовує різноманітні методи лікування, включаючи акупунктуру, фітотерапію та дієтичну терапію. Акупунктура передбачає введення тонких голок у певні точки на тілі для відновлення потоку ці. Фітотерапія використовує комбінацію натуральних продуктів, таких як коріння, листя та кора, для лікування різноманітних захворювань. Дієтична терапія також є важливою частиною ТКМ і підкреслює важливість збалансованого та здорового харчування для підтримки доброго здоров’я.
Іншою важливою частиною ТКМ є використання мануальних методів лікування, таких як масаж і застосування медичних банок, для покращення кровообігу та полегшення болю. Ці методи лікування часто використовуються в поєднанні з іншими методами ТКМ для комплексного підходу до лікування.
TCM також включає використання діагностичних методів, таких як діагностика язика та пульсу, щоб оцінити загальний стан здоров’я пацієнта та виявити дисбаланси в організмі. Це дозволяє лікарям розробити індивідуальний план лікування для кожного пацієнта.
Загалом традиційна китайська медицина має довгу та багату історію та залишається важливою частиною медичної практики в Китаї та в усьому світі. Його акцент на цілісному та індивідуальному догляді зробив його привабливою альтернативою традиційній західній медицині.

### Стародавня Індія
Практика медицини в Стародавній Індії тісно пов’язана з розвитком Аюрведи, системи медицини, яка налічує понад 5000 років. Аюрведа базується на ідеї, що тіло складається з трьох основних енергій, або дош, відомих як вата, пітта та капха. Вважається, що ці енергії керують різними функціями та процесами в організмі. Аюрведична медицина наголошує на важливості збалансування цих енергій для підтримки доброго здоров’я та запобігання хворобам. Це досягається за допомогою поєднання способу життя, наприклад дієти та фізичних вправ, а також використання трав, мінералів та інших натуральних продуктів.
Одним із найважливіших текстів Аюрведи є Чарака Самхіта, вичерпний посібник з аюрведичної медицини, який охоплює широкий спектр тем, включаючи анатомію, фізіологію, діагностику та лікування захворювань. Чарака Самхіта також містить детальні описи різних трав і мінералів та їх використання в аюрведичній медицині.
Аюрведична медицина також наголошує на важливості масажу та інших методів мануальної терапії для зміцнення загального здоров’я та благополуччя. Вважається, що ці методи лікування покращують кровообіг і полегшують біль, серед інших переваг. Іншим важливим аспектом аюрведичної медицини є використання йоги та медитації для сприяння фізичному та психічному благополуччю. Вважається, що ці практики допомагають збалансувати доші та покращити загальний стан здоров’я.
Аюрведична медицина продовжує залишатися важливою частиною медичної практики в Індії та набуває популярності в інших частинах світу.

## Розвиток медицини
З давніх часів медицина була розділена на дві гілки: поділ медицини на внутрішню, або терапію, та зовнішню, або хірургія. Одні лікарі спеціалізуються на лікуванні розладів внутрішніх частин тіла та поряд з гігієнічними засобами призначають внутрішні ліки; інші — мають справу з хворобами зовнішньої частини, з пошкодженнями кісток, м'язів та органів, які потребують хірургічного втручання. Цей розподіл був встановлений ще в доісторичну епоху, пізніше кожна з цих гілок розділилась на окремі підрозділи.
Вчення про внутрішні хвороби називається приватною патологією та терапією, до неї відноситься наука про ознаки хвороби — діагностика, а також знання речовин, які потрібно застосовувати взагалі при різних розладах — загальна терапія. В цій науці застосовуються основи різноманітних лікувальних прийомів, такі як електро-терапія, масаж, гімнастика, застосування води, перебування в повітрі різноманітного складу та тиску, перебування у різних кліматах та ін.
В хірургії була виокремлена наука про захворювання очей — офтальмологія; також предметами вивчення окремих наук стали: хвороби шкіри (дерматологія), сифіліс (бактеріологія), хвороби матки та її придатків (гінекологія), прийняття пологів: правильні або ненормальні (акушерство), хвороби носа та горла (оториноларингологія), а також вуха (отологія). Окремими науками вивчаються правила лікування ран та накладення пов'язок (десмургія), правила застосування хірургічних приладів (медичне товарознавство) і правила проведення операцій (оперативна хірургія).
Нервові хвороби раніше відносились до внутрішніх, а тепер розглядаються в розділі психіатрії. Вчення про збереження здоров'я становить предмет гігієни, запобігання захворювання — профілактика.
Окремі медичні науки суміщаються з іншими сферами, зокрема, правила виявлення причини насильної смерті викладаються в судовій медицині. Причини успіхів та невдач медичного лікування досліджуються історією медицини, а способи якими досягається достовірність медичних знань, загалом наукові основи медицини — енциклопедією або філософією медицини.

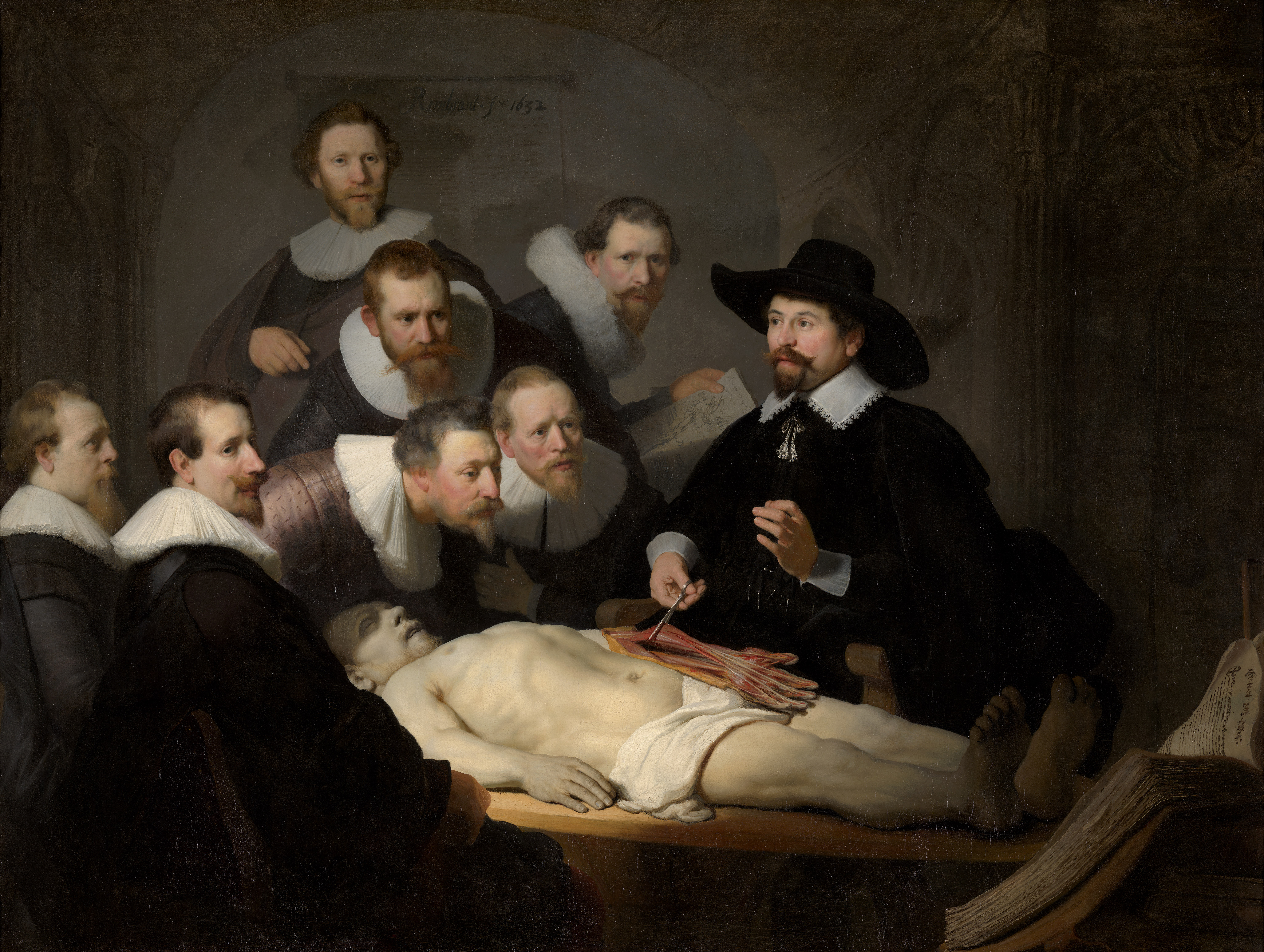
Рембрандт ван Рейн, Урок анатомії доктора Ніколаса Тульпа, 1632, Мауріцхейс, Гаага, Нідерланди.

Знайомство з хворобами немислимо без знання цілого ряду наук. Насамперед всього, необхідне знайомство з анатомією; одна її частина вивчає відповідне розташування частин та органів — топографічна анатомія; вивчення самої найдрібнішої будови тканин — гістологія; наука про розвиток тканин і всього тіла — ембріологія. Дослідженням цього всього у здоровому стані займається фізіологія, вивченням розладів — загальна патологія, вивчення розладів в залежності від найдрібніших грибків — бактеріологія.
Дія ліків на організм людини вивчає фармакологія, дія отрути та протиотрути — токсикологія, знання ботанічних і хімічних властивостей лікувальних засобів досягаються за допомогою фармації.
Уявлення про те, чим страждав хворий пацієнт, який помер, доводиться остаточно лиш при розтині тіла хворого; висновки, які були досягнуті за допомогою розтину, обговорюються патологічною анатомією; вона ж приносить величезну користь, піддаючи мікроскопічному дослідженню частинки відторгнутих тканин і дає в руки лікаря основи для вірного розпізнання хвороби. Вивченню хімічного складу тканин і відділів присвячена фізіологічна хімія.
Робота лікаря починаються з постановки діагнозу для хворого: він має застосувати всі свої знання та всю свою досвідченість до певного випадку, щоб встановити хворобу, та налагодити контакт з самим хворим, враховувати особливості його статури, поведінки, різні соціальні положення та ін. Не існує двох абсолютно однакових хворих з абсолютно однаковим розладом органів чи тканин, тому лікарський вплив різний до кожного хворого. Лікар при спілкуванні з пацієнтом виявляє, на основі запитань та деяких ознак, попередній стан здоров'я та дізнається про попередні хвороби (анамнез), розпитує про симптоми (так зване суб'єктивне дослідження), та після цього виявляє розлади, застосовуючи свої органи відчуттів (в допомогу до яких служать різноманітні способи дослідження та інструменти), також використовує мікроскоп та прийоми хімії, об'єктивне дослідження. Після цього лікар може поставити остаточний діагноз, а також зробити певне припущення про можливі наслідки такого розладу найближчим часом; керуючись попередніми висновками, лікар призначає лікування. Такими особливостями відрізняється наукове, або раціональне, лікування від емпіричного (медикамент дається без усякого відома хворого). Значення медицини, а відповідно і лікарів, у всі часи було дуже великим; немає сумнівів, що воно буде зростати із загальними успіхами природничих наук.

## Сучасна віддалена медицина
Сучасна медицина пов'язана із поняттями: публічності, цифровізації, доступного коду для пацієнтів, та появи віддаленої медицини. До віддаленої медицини належать: телемедицина, дистанційний моніторинг пацієнтів, віртуальні лікарні. Важливим сучасним трендом є профілактична медицина та дистанційне лікування з метою економії на коштовному лікуванні у клініках.

## Еволюція медицини як наукової діяльності
Професор Лірой Гуд, президент Інституту системної біології в Сіетлі, автор ідеї створення 4Р медицини, висунув теорію про те, що сучасна медицина розвивається від медицини P0 до P4 та до P5. З біологічної точки зору, медицина P0 або традиційний підхід були зосереджені на індивідуальному аналізі "однієї клітини або одного білка", тоді як доступність переданих технологій даних про хвороби та пацієнтів дозволяє дослідникам та медичним працівникам застосовувати цілісні системи підхід до діагностики та лікування. Це еволюція підходу до медицини, яка спрямована від орієнтованості на розпізнавання симптомів, хворобу пацієнта, до пацієнтоорієнтованої медицини. Пацієнтоорієнтована медицина надає значення визнанню та оцінці цінностей, бажань, очікувань, особистих цілей пацієнта та досвіду життя в цілому.
Історично, медицина, яка орієнтована на пацієнта, виникла у другій половині 1900-х років. Левенштейн (1984) розробив деякі найважливіші теоретичні принципи підходу, а саме, переконання, що порядок денний як лікаря, так і пацієнта повинен бути визнаним та інтегрованим у медичну допомогу.
Охорона здоров'я повинна бути відкритою не лише до нових інструментів та ресурсів, а й до інноваційних підходів. Цей внесок поглиблює концепцію медицини Р5, яка запропонована Алессандра Горіні та Габріелла Праветтоні, а саме еволюцію підходів, орієнтованих на пацієнта, які визначають основні характеристики медичних втручань для задоволення потреб пацієнтів. Медицина участі передбачає підхід зі справедливим доступом до медичної допомоги, впровадження політики охорони здоров'я.

## Розвиток медичної системи
- Медицина Р0 — це початок медицини, що характеризується патерналізмом і малою, якщо взагалі є, автономністю пацієнта.[42]
- Медицина Р1— прогностична медицина (англ. predictive), основною метою якої є спроба передбачити виникнення захворювання або розвиток подальших захворювань та ускладнень у вже хворого суб’єкта. Прогностична медицина — це доказова медицина і стосується використання моделей та рівнянь для прогнозування майбутнього стану здоров’я пацієнта з метою прийняття найкращої доступної стратегії.[42]
- Медицина Р3 (англ. predictive, preventive, personalized) має три складові: прогностична (раннє виявлення сприйнятливості: важлива інформація для оптимізації самопочуття за допомогою виявлення факторів, що відповідають за захворювання, раннє надсилання попереджень та пропонування профілактичних заходів), профілактична (зменшення ймовірності захворювання: виявлення осіб, що перебувають у групі ризику, задовго до розвитку хвороба, щоб можна було планувати профілактичні процедури/раннє виявлення) та персоналізована (цілеспрямована терапія: ліки повинні підбиратися індивідуально, враховуючи токсичність лікарських засобів).[43]
- Медицина Р4 (англ. predictive, preventive, personalized, participatory) має чотири складові: прогностична, профілактична, персоналізована, партисипативна (активна участь пацієнта та різних фахівців у лікуванні, при якому пацієнт стає повноцінним учасником).[44] Ґрунтується на навчанні "експертного пацієнта", як такому, що пацієнт знає себе найкраще, тому терапія, яка заснована на спільних зусиллях лікаря та пацієнта дає найкращі результати.[41]
- Медицина Р5 (англ. predictive, preventive, personalized, participatory, psychocognitive) має п'ять складових: прогностична, профілактична, персоналізована, партисипативна, психокогнітивна (пацієнт розглядається, як людина (не лише, як одержувач допомоги), яка має власні емоції, установки, когнітивні процеси, які мають специфічний вплив на її/його (пацієнта) власний догляд). Цей підхід має концепцію цінності в галузі охорони здоров’я, яка виходить за межі підходу, що базується на фактичних даних, в той час як доказова медицина розглядається як результат клінічних випробувань для виявлення найбільш бажаних медичних процедур та втручань, Р5 розглядає вплив на якість життя як додатковий фундаментальний маркер ефективності.[45]
- Медицина Р6 (англ. predictive, preventive, personalized, participatory, psychocognitive, public) має шість складових: прогностична, профілактична, персоналізована, партисипативна, психокогнітивна, публічна. Пацієнт залучений до електронної охорони здоров'я, електронної медицини та телемедицини, має доступ до участі у віртуальних спільнотах, пов'язаних зі здоров'ям, електронних групи підтримки.[41]